# Langston Hughes
James Mercer Langston Hughes (Joplin, 1 de fevereiro de 1902 – Nova Iorque, 22 de maio de 1967) foi um poeta, ativista social, novelista, dramaturgo, comunista e colunista norte-americano, tendo escrito para o jornal de Joplin, Missouri. Mudou-se para a cidade de Nova Iorque ainda muito jovem, onde fez sua carreira. Foi um dos pioneiros na então nova forma de arte literária, o jazz poetry. Hughes é mais conhecido como um dos líderes do movimento Renascimento do Harlem. Trabalhou várias vezes com Margaret Bonds em adaptação para musicais de obras de Shakespeare.

## Biografia
Langston Joplin, Missouri, em 1902. Como muitos negros norte-americanos, sua ascendência era complexa. Da parte de pai, seus bisavós eram africanos escravizados e donos de escravos no Kentucky. Da parte de mãe, sua bisavó, Mary Patterson, era descendente de franceses, nativos e negros norte-americanos. Ela foi uma das primeiras mulheres a estudar no Oberlin College e se casou com Lewis Sheridan Leary. Depois da morte do marido, Mary se casou novamente e entrou para a poderosa família Langston. Charles Henry Langston também tinha ascendência negra, indígena e europeia e junto o irmão, John Mercer Langston, foram ativos no movimento abolicionista.
Sua mãe, Caroline era professora primária e se casou com James Nathaniel Hughes (1871–1934). O casal teve dois filhos; Langston era o mais novo. Langston cresceu em várias pequenas cidades do meio-oeste. Seu pai largou a família pouco depois de Langston nascer e se divorciou de Caroline. Seu irmão mais velho, na tentativa de escapar da segregação e do racismo nos Estados Unidos, viajou para Cuba e depois para o México.
Depois do divórcio, sua mãe se mudava com frequência com os filhos em busca de emprego. Langston cresceu principalmente em Lawrence, Kansas, educado por sua avó materna, Mary Patterson Langston, na tradição oral dos afro-americanos, onde Mary o ensinou para ter orgulho de suas origens.
| “ | Através das histórias de minha avó, a vida sempre se movia, se movia heroicamente para um fim. Ninguém nunca chorou nas histórias da minha avó. Eles trabalharam, planejaram ou lutaram. Mas não choraram. | ” |

Foi uma infância infeliz e sozinha, ainda que estivesse na companhia da avó e tivesse suas histórias. Para preencher seu tempo, passava boa parte dele lendo e na companhia dos livros. Após a morte de sua avó, Langston foi morar com amigos da família, James e Auntie Mary Reed, por cerca de dois anos. Depois, mudou-se para Lincoln, Illinois, morar com a mãe. Ela se casou novamente quando ele já era adolescente. A família então se mudou para Fairfax, Cleveland, onde estudou na Central High School.

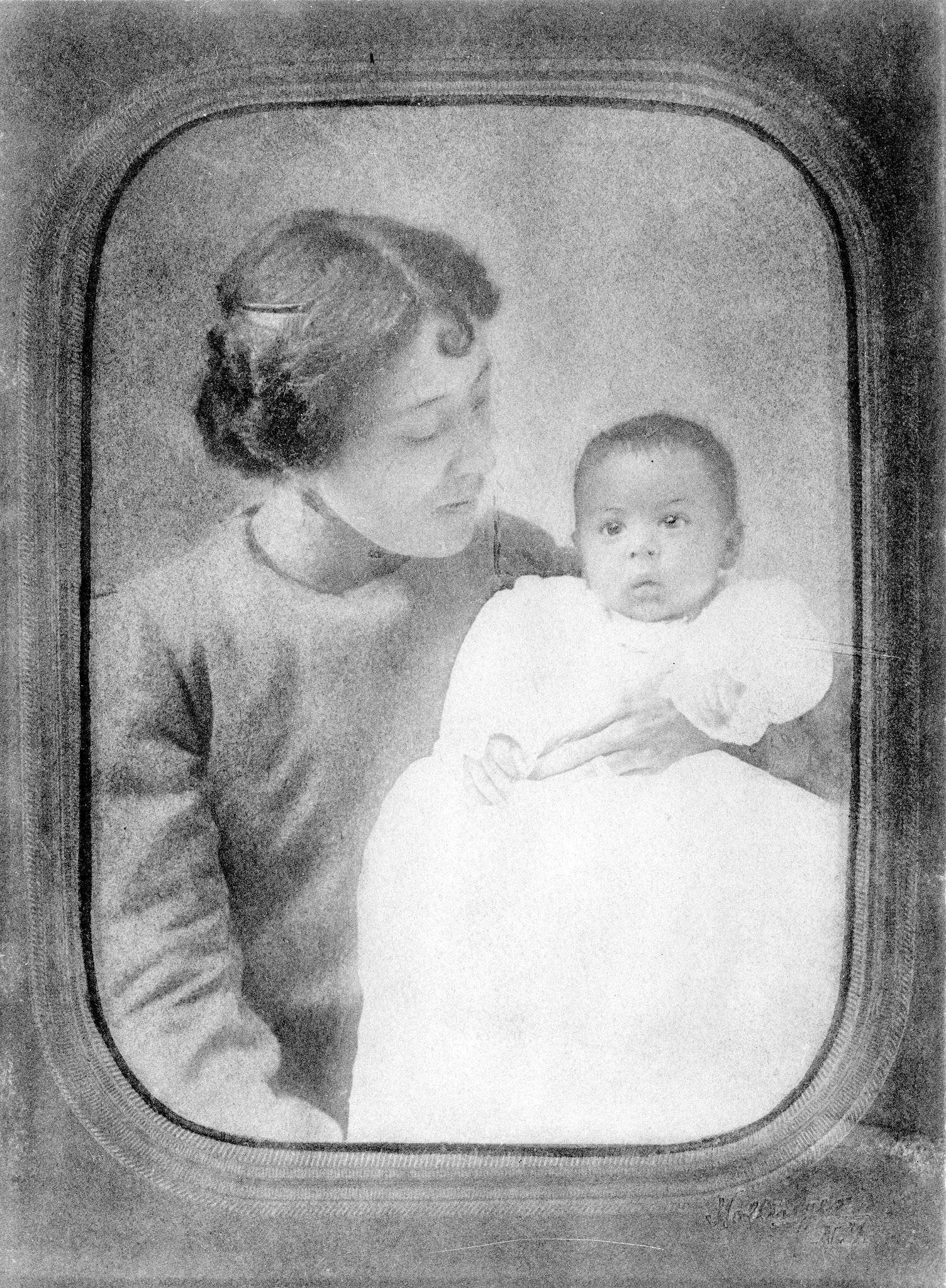
Hughes em 1901 no colo da mãe

Seus primeiros textos começaram ainda criança. Quando cursava o equivalente ao fundamental I, foi eleito o poeta da classe. No ensino médio, começou a escrever para o jornal da escola, editou o livro do ano e começou a escrever seus primeiros contos, peças e poesias. Sua primeira jazz poetry, "When Sue Wears Red," foi escrita ainda no ensino médio.
Seu relacionamento com o pai não era dos bons. Por alguns meses, morou com ele no México em 1919. Depois de se formar no ensino médio, em junho de 1920, Langston voltou ao México na esperança de convencer o pai a ajudá-lo a ingressar na Columbia University. Seu pai esperava que o filho escolhesse estudar em uma universidade no exterior para uma carreira em engenharia. Por isso, ele estava disposto a prestar assistência financeira ao filho, mas não apoiou seu desejo de ser escritor. Eventualmente, Hughes e seu pai chegaram a um acordo: Hughes estudaria engenharia, desde que pudesse frequentar a Columbia. Com suas mensalidades, Hughes deixou o pai depois de um ano.
Em Columbia, em 1921, Lagnston conseguiu manter notas relativamente altas, mas em 1922 precisou sair da universidade por conta do racismo de professores e colegas. De qualquer forma, ele se sentia mais em casa no Harlem e em sua vizinhança do que na faculdade estudando. Assim, continuou escrevendo suas poesias, aproveitando a vibrante vida cultural do Harlem.

## Carreira
Langston teve vários empregos antes de servir brevemente a bordo do S.S. Malone, em 1923 e passar seis meses viajando pela Europa e pela África. Na Europa, deixou o S.S. Malone brevemente e se estabeleceu em Paris. Lá conheceu Anne Marie Coussey, com quem teve um breve romance e com quem se correspondeu por um tempo, mas ela acabou se casando com Hugh Wooding.
Esteve na Inglaterra no começo dos anos 1920 e retornou para os Estados Unidos em novembro de 1924, para morar com sua mãe, em Washington, D.C.. Com pouco tempo para escrever devido ao emprego que conseguiu de assistente pessoal do historiador Carter G. Woodson, Langston se demitiu para trabalhar como carregador no Wardman Park Hotel. Seus primeiros textos foram publicados em revistas e depois suas poesias foram compiladas em um livro.
No ano seguinte, Langston ingressou na Universidade Lincoln, uma instituição que historicamente acolhia a comunidade negra no condado de Chester, na Pensilvânia. Thurgood Marshall, advogado e juiz, foi seu colega de classe. Langston obteve seu bacharelado em artes em 1929 e retornou a Nova Iorque. Tirando algumas viagens breves para a União Soviética e para o Caribe, ele viveu boa parte de sua vida no Harlem. Durante os anos 1930, morou em Nova Jérsei. Trabalhou lado a lado por vários anos com Margaret Bonds, compositora e pianista, em adaptação a várias obras de Shakespeare para musicais.

## Morte
Langston morreu em 22 de maio de 1967, na Policlínica Stuyvesant, em Nova Iorque, aos 65 anos, depois de complicações após uma cirurgia abdominal relacionada a um câncer de próstata. Seu corpo foi cremado e suas cinzas foram depositadas sob o medalhão no centro do saguão de entrada auditório que leva seu nome no Arthur Schomburg Center for Research in Black Culture, no Harlem, Nova Iorque. O desenho no chão é um cosmograma africano chamado de Rivers (Rios), título tirado do poema de Langston The Negro Speaks of Rivers.

## Obras publicadas

### Coletâneas de poesia
- The Weary Blues, Knopf, 1926
- Fine Clothes to the Jew, Knopf, 1927
- The Negro Mother and Other Dramatic Recitations, 1931
- Dear Lovely Death, 1931
- The Dream Keeper and Other Poems, Knopf, 1932
- Scottsboro Limited: Four Poems and a Play, Golden Stair Press, N.Y., 1932
- Let America Be America Again, 1938
- Shakespeare in Harlem, Knopf, 1942
- Freedom's Plow, 1943
- Fields of Wonder, Knopf, 1947
- One-Way Ticket, 1949
- Montage of a Dream Deferred, Holt, 1951
- Selected Poems of Langston Hughes, 1958
- Ask Your Mama: 12 Moods for Jazz, Hill & Wang, 1961
- The Panther and the Lash: Poems of Our Times, 1967
- The Collected Poems of Langston Hughes, Knopf, 1994

### Coletâneas de romances e contos
- Not Without Laughter. Knopf, 1930
- The Ways of White Folks, Knopf, 1934
- Simple Speaks His Mind, 1950
- Laughing to Keep from Crying, Holt, 1952
- Simple Takes a Wife, 1953
- Sweet Flypaper of Life, fotografias de Roy DeCarava. 1955
- Simple Stakes a Claim, 1957
- Tambourines to Glory, 1958
- The Best of Simple, 1961
- Simple's Uncle Sam, 1965
- Something in Common and Other Stories, Hill & Wang, 1963
- Short Stories of Langston Hughes, Hill & Wang, 1996

 
|

### Livros de não-ficção
- The Big Sea, New York: Knopf, 1940
- Famous American Negroes, 1954
- Famous Negro Music Makers, New York: Dodd, Mead, 1955
- I Wonder as I Wander, New York: Rinehart & Co., 1956
- A Pictorial History of the Negro in America, com Milton Meltzer. 1956
- Famous Negro Heroes of America, 1958
- Fight for Freedom: The Story of the NAACP. 1962

### Peças de teatro relevantes
- Mule Bone, com Zora Neale Hurston, 1931
- Mulatto, 1935 (renomeado The Barrier, uma ópera, em 1950)
- Troubled Island, com William Grant Still, 1936
- Little Ham, 1936
- Emperor of Haiti, 1936
- Don't You Want to be Free?, 1938
- Street Scene , contribuição para letras de músicas, 1947
- Tambourines to Glory, 1956
- Simply Heavenly, 1957
- Black Nativity, 1961
- Five Plays by Langston Hughes, Bloomington: Indiana University Press, 1963
- Jerico-Jim Crow, 1964

### Livros para crianças
- Popo and Fifina, with Arna Bontemps, 1932
- The First Book of the Negroes, 1952
- The First Book of Jazz, 1954
- Marian Anderson: Famous Concert Singer, com Steven C. Tracy, 1954
- The First Book of Rhythms, 1954
- The First Book of the West Indies, 1956
- First Book of Africa, 1964
- Black Misery, ilustratado por Arouni, 1969; reimpresso em 1994, Oxford University Press.